# Karel II. Monacký
Karel II. Monacký (26. ledna 1555 – 17. května 1589) byl pán monacký v letech 1581 až 1589, pocházel z rodu Grimaldi-Antibes.
Karel byl nejstarší syn Honorého I. (1522–1581) a Isabelly Grimaldi (zemřela roku 1583). Byl knížetem monackým po smrti svého otce Honorého I. až do své smrti v roce 1589. Karel nikdy nebyl ženatý a neměl žádné potomky. Chránil Španělsko kvůli mírové smlouvě, která byla podepsána v roce 1524. Karel byl první z monackých vládců, kteří odmítli vzdát hold savojskému vévodovi z Mentone a Roccabruna. V roce 1583 proběhl soud, který rozhodl v jeho neprospěch, proto ztratil dvě města. Zemřel ve věku 34 let, po jeho smrti stal monackým knížetem jeho mladší bratr Hercules I.